# Jin Tielin
Jin Tielin (Chino simplificado: 金铁霖, chino tradicional: 金鐵霖, pinyin: Jin Tielin; (Harbin, Manchukuo, 21 de junio de 1940-Pekín, 15 de noviembre de 2022) fue un cantante y músico chino. Ha formado musicalmente a los siguientes artistas, quienes fueron en su momento sus alumnos como Peng Liyuan, Li Guyi, Dong Wenhua, Tang Can, Song Zuying, Zhang Ye, Li Danyang, Yan Weiwen, Liu Bin, Lv Jihong, Dai Yuqiang, Zhang Yan, Zu Hai, Wang Lida, Chen Lili, Chang Sisi, Zhu Zhiwen, Leon Lai y Li Jiaxin.

## Biografía
El 21 de junio de 1940, Jin nació en Harbin, Manchukuo. Pertenece a la etnia manchú. Su padre era director de un hospital.
Jin Tielin se graduó en el Conservatorio Central de Música en 1965, después de graduarse, fue asignado para trabajar en una Orquesta Filarmónica Central como cantante.
En 1981 comenzó a trabajar en el Conservatorio de Música de China, siendo su presidente del Conservatorio de Música de China (1996-2009) 

## Vida personal
Jin contrao matrimonio en dos ocasiones: primero con la cantante Li Guyi, y posteriormente con Ma Qiuhua, que era profesora del Conservatorio de Música de China, con la que tuvo un hijo llamado Jin Shengquan (金 圣 权).